# Graham Bond (Musiker)
Graham Bond (* 28. Oktober 1937 in Romford; † 8. Mai 1974 in London) war ein englischer Jazz- und Blues-Musiker, der angeblich sein eigenes Geburtsdatum nicht kannte und sich als unehelicher Sohn des Magiers Aleister Crowley ausgab. Er sang und spielte Saxophon und Keyboard.  Zu seinen Verdiensten zählt, dass er die Hammond-Orgel und das Mellotron in die Rockmusik einführte.
1963 gründete er in London die Graham Bond Organization; zuvor hatte er 1961 bei Don Rendell gespielt und dann in Alexis Korners Blues Incorporated Cyril Davies ersetzt. Seine Band war eine Talentschmiede, aus der, ähnlich den Formationen von Alexis Korner und John Mayall, bedeutende Musiker der englischen Szene hervorgingen, die dann in eigenen Bands erfolgreich wurden, z. B. John McLaughlin, Jack Bruce, Ginger Baker, Dick Heckstall-Smith und Jon Hiseman. 1966 wurde er straffällig und löste die Band auf. 1968 ging er nach Amerika und nahm dort zwei Soloalben auf.
1970 wurde er Mitglied von Ginger Baker’s Air Force, wo er Saxophon spielte; er ist auch auf einigen Tonträgern dieser Band zu hören.
Graham Bond starb im Alter von 36 Jahren, als er in London in der U-Bahn-Station Finsbury Park von einem einfahrenden Zug der Piccadilly Line überfahren wurde, er konnte nur anhand seiner Fingerabdrücke identifiziert werden.
Kurz vor seinem Tod hatte er sich bei der Presse gemeldet und mitgeteilt, dass es ihm gut gehe und er neue musikalische Pläne verwirklichen wolle.

## Diskografie (Auswahl)
- 1965: The Sound Of 65
- 1965: There’s A Bond Between Us
- 1968: Love Is the Law
- 1969: Mighty Grahame Bond
- 1970: Solid Bond
- 1970: Holy Magic
- 1971: We Put Our Magick On You
- 1973: Two Heads Are Better Than One (gemeinsam mit Pete Brown)